# Ålem
Ålem är en tidigare tätort i Mönsterås kommun i Kalmar län, belägen cirka 40 km norr om Kalmar. Vid 2015 års tätortsavgränsning hade bebyggelsen vuxit samman med Blomstermåla tätort.
Ålem är beläget väster om Ålems kyrkby och uppstod som stationssamhälle när Kalmar–Berga Järnväg anlades 1897.

## Näringsliv

### Bankväsende
Ålems sparbank grundades 1854 och är alltjämt en fristående sparbank.
Under en period hade Ålem bankkontor från både Smålands enskilda bank och Sydsvenska kreditaktiebolaget. År 1923 tog Sydsvenska banken över Smålands enskilda banks kontor i Ålem. Sydsvenska banken blev sedermera Skånska banken som togs över av Handelsbanken. Handelsbanken lade ner kontoret i Ålem i juni 2016.

## Befolkningsutveckling
| Befolkningsutvecklingen i Ålem 1960–2010                                                | Befolkningsutvecklingen i Ålem 1960–2010 | Befolkningsutvecklingen i Ålem 1960–2010 | Befolkningsutvecklingen i Ålem 1960–2010 | Befolkningsutvecklingen i Ålem 1960–2010 |
| --------------------------------------------------------------------------------------- | ---------------------------------------- | ---------------------------------------- | ---------------------------------------- | ---------------------------------------- |
|                                                                                         |                                          |                                          |                                          |                                          |
| År                                                                                      |                                          |                                          | Folkmängd                                | Areal (ha)                               |
| 1960                                                                                    | 1960                                     |                                          | 521                                      |                                          |
| 1965                                                                                    | 1965                                     |                                          | 607                                      |                                          |
| 1970                                                                                    | 1970                                     |                                          | 672                                      |                                          |
| 1975                                                                                    | 1975                                     |                                          | 724                                      |                                          |
| 1980                                                                                    | 1980                                     |                                          | 769                                      |                                          |
| 1990                                                                                    | 1990                                     |                                          | 738                                      | 108                                      |
| 1995                                                                                    | 1995                                     |                                          | 768                                      | 114                                      |
| 2000                                                                                    | 2000                                     |                                          | 801                                      | 115                                      |
| 2005                                                                                    | 2005                                     |                                          | 797                                      | 115                                      |
| 2010                                                                                    | 2010                                     |                                          | 803                                      | 115                                      |
| Anm.: Namnändring 1980 från Ålems station till Ålem. Sammanvuxen med Blomstermåla 2015. |                                          |                                          |                                          |                                          |